# Breitgrieskarspitze
Die Breitgrieskarspitze (oft fälschlicherweise Breitgrießkarspitze) ist ein 2590 m ü. A. hoher Gipfel im Karwendel in Tirol in Österreich. Benachbarte Gipfel sind die Große Seekarspitze (2677 m ü. A.) im Osten sowie die Große Riedlkarspitze (2585 m ü. A.) im Westen. 
Kurz unterhalb des Gipfels führt der 8-stündige Weg von der Pleisenhütte zum Karwendelhaus (Toni-Gaugg-Höhenweg) vorbei, weshalb der Gipfel oft besucht wird. Hierzu steigt man nach Erreichen des Südgrates auf demselben in ca. 10 Minuten weglos, aber unschwierig auf den Gipfel. Die Gehzeit von der Pleisenhütte beträgt 3,5 Stunden und vom Karwendelhaus 4 Stunden.
Unterhalb der Ostwand an der Breitgrieskarscharte (2388 m ü. A.) befindet sich eine Biwakschachtel als Notunterkunft bei einem Wettersturz auf dem Übergang von der Pleisenhütte zum Karwendelhaus. Es handelt sich hierbei um eine ausrangierte Kabine eines Bergwachtrettungsfahrzeuges.
Geologisch ist die Breitgrieskarspitze wie ein Großteil des Karwendels aus Wettersteinkalk aufgebaut.